# Сікоєв Асланбек Черменович
Асланбек Черменович Сікоєв (рос. Асланбек Черменович Сикоев; нар. 11 березня 1995, Владикавказ, Росія) — російський футболіст, нападник.

## Життєпис
Вихованець осетинського футболу також у молодості виступав у резервних командах казанського «Рубіна». Його професійний дебют відбувся 24 квітня 2015 року, коли у складі подільського «Вітязя» вийшов на заміну у матчі проти «Тамбова» у ПФЛ. Потім грав у ПФЛ за «Аланію» та другий склад тульського «Арсеналу».
Дебютував у російській Прем'єр-лізі 18 липня 2017 року у складі «Арсеналу» у матчі проти московського «Локомотива», в якому вийшов на 75-й хвилині гри замість Федеріко Расича. Загалом у сезоні 2017/18 років зіграв 4 матчі у прем'єр-лізі, після закінчення сезону залишив клуб. У березні 2019 року став гравцем могилівського «Дняпра».
Також виступає у медіафутболі. Грав за Broke Boys, у травні 2023 року перейшов у Fight Nights.

## Статистика виступів

### Клубна
Статистика станом на 28 березня 2022 року.
| Сезон             | Команда              | Чемпіонат         | Чемпіонат | Чемпіонат | Нац. кубок | Нац. кубок | Нац. кубок | Конт. кубок | Конт. кубок | Конт. кубок | Інші кубки | Інші кубки | Інші кубки | Загалом | Загалом |
| Сезон             | Команда              | Змаг              | Матчі     | Голи      | Змаг       | Матчі      | Голи       | Змаг        | Матчі       | Голи        | Змаг       | Матчі      | Голи       | Матчі   | Голи    |
| ----------------- | -------------------- | ----------------- | --------- | --------- | ---------- | ---------- | ---------- | ----------- | ----------- | ----------- | ---------- | ---------- | ---------- | ------- | ------- |
| січ.-лип. 2015    | «Витязь» (Подольськ) | 2Д                | 3         | 0         | КР         | -          | -          |             | -           | -           |            | -          | -          | 3       | 0       |
| січ.-лип. 2016    | «Аланія»             | 2Д                | 9         | 7         | КР         | -          | -          |             | -           | -           |            | -          | -          | 9       | 7       |
| 2017-2018         | «Арсенал» (Тула)     | ПЛ                | 4         | 0         | КР         | 0          | 0          |             | -           | -           |            | -          | -          | 4       | 0       |
| бер.-вер. 2019    | «Дняпро»             | ВЛ                | 0         | 0         | КБ         | 0          | 0          |             | -           | -           |            | -          | -          | 0       | 0       |
| лют.-лип. 2021    | «Шинник»             | 1Д                | 7         | 0         | КР         | -          | -          |             | -           | -           |            | -          | -          | 7       | 0       |
| 2022              | «Жетису»             | ПЛ                | 0         | 0         | КК         | 0          | 0          |             | -           | -           |            | -          | -          | 0       | 0       |
| Усього за кар'єру | Усього за кар'єру    | Усього за кар'єру | 23        | 7         |            | 0          | 0          |             | -           | -           |            | -          | -          | 23      | 7       |